# Liste der Kulturdenkmäler in Bongard
In der Liste der Kulturdenkmäler in Bongard sind alle Kulturdenkmäler der rheinland-pfälzischen Ortsgemeinde Bongard aufgeführt. Grundlage ist die Denkmalliste des Landes Rheinland-Pfalz (Stand: 17. Juli 2023).

## Einzeldenkmäler
| Bezeichnung                   | Lage                         | Baujahr                                      | Beschreibung | Bild                           |
| ----------------------------- | ---------------------------- | -------------------------------------------- | --- | ------------------------------ |
| Katholische Kirche St. Agatha | Blankenheimer Straße Lage    | 1914–18                                      | neubarocker Bruchsteinsaal, 1914–18, Architekt Julius Wirtz; Gesamtanlage mit von Bruchsteinmauer umfriedetem Kirchhof                                                                                       | weitere Bilder Fotos hochladen |
| Wohnhaus                      | Blankenheimer Straße 4 Lage  | erste Hälfte oder Mitte des 19. Jahrhunderts | Fachwerkhaus, teilweise massiv, erste Hälfte oder Mitte des 19. Jahrhunderts | BW                             |
| Hofanlage                     | Blankenheimer Straße 21 Lage | 18. Jahrhundert                              | Streckhof, Fachwerk, 18. Jahrhundert | BW                             |
| Wohnhaus                      | Blankenheimer Straße 26 Lage | 18. Jahrhundert                              | Fachwerkhaus, teilweise massiv, verputzt, im Kern wohl aus dem 18. Jahrhundert oder älter | BW                             |
| Hofanlage                     | Blankenheimer Straße 30 Lage | zweite Hälfte des 19. Jahrhunderts           | weitläufiges Hofanlage; ehemaliges Wohnhaus, verputzter Fachwerkbau, teilweise massiv; heutiges Wohnhaus ein sechsachsiger Putzbau, zweite Hälfte des 19. Jahrhunderts; Backhaus, weitere Wirtschaftsgebäude | BW                             |

## Ehemalige Kulturdenkmäler
| Bezeichnung | Lage                                  | Baujahr                           | Beschreibung | Bild |
| ----------- | ------------------------------------- | --------------------------------- | --- | ---- |
| Scheune     | Blankenheimer Straße, bei Nr. 27 Lage | erste Hälfte des 19. Jahrhunderts | stattliche Scheune, Bruchstein und Fachwerk, erste Hälfte des 19. Jahrhunderts; aus Denkmalliste gelöscht und abgebrochen | BW   |